# Alexis Suárez
Alexis Suárez Martín (Las Palmas, 6 marzo 1974) è un ex calciatore spagnolo, di ruolo difensore.

## Carriera

### Calciatore
Cresciuto nel Las Palmas, nel 1991 ha fatto il proprio esordio in prima squadra. Ha militato nel club gialloblu fino al 1995. Nel 1995 si è trasferito al Tenerife. Il debutto nella massima serie spagnola è avvenuto il 3 settembre 1995, in Siviglia-Tenerife (0-1). Nella stagione successiva, invece, ha fatto il proprio esordio nelle competizioni europee: il 10 settembre 1996 ha disputato il suo primo incontro in Coppa UEFA, subentrando a Francisco Rojas al minuto 80 dell'incontro Tenerife-Maccabi Tel Aviv (3-2). Ha militato nel club biancoblu fino al 2003, totalizzando 163 presenze e 8 reti in campionato. Nel 2003 si è trasferito al Levante. Il debutto con le Granotes è avvenuto il 31 agosto 2003, nell'incontro di campionato Rayo Vallecano-Levante (0-2). Ha militato nel club rossoblu fino al 2007, totalizzando 129 presenze e 8 reti. Nell'agosto 2007 è passato al Rayo Vallecano, con cui ha firmato un contratto biennale con opzione per il terzo anno. Ha debuttato con la nuova maglia il 26 settembre 2007, nell'incontro di campionato Maiorca-Real Valladolid (4-2). Al termine della stagione ha risolto il proprio contratto.

### Dopo il ritiro
Il 13 ottobre 2019 è diventato osservatore delle giovanili del Tenerife.

## Statistiche

### Presenze e reti nei club
| Stagione          | Squadra           | Campionato        | Campionato | Campionato | Coppe nazionali | Coppe nazionali | Coppe nazionali | Coppe continentali | Coppe continentali | Coppe continentali | Altre coppe | Altre coppe | Altre coppe | Totale | Totale |
| Stagione          | Squadra           | Comp              | Pres       | Reti       | Comp            | Pres            | Reti            | Comp               | Pres               | Reti               | Comp        | Pres        | Reti        | Pres   | Reti   |
| ----------------- | ----------------- | ----------------- | ---------- | ---------- | --------------- | --------------- | --------------- | ------------------ | ------------------ | ------------------ | ----------- | ----------- | ----------- | ------ | ------ |
| 1991-1992         | Las Palmas        | SD                | 3+         | 1+         | CDR             | 1               | 0               | -                  | -                  | -                  | -           | -           | -           | 4+     | 1+     |
| 1992-1993         | Las Palmas        | SDB               | 4          | 0          | CDR             | ?               | ?               | -                  | -                  | -                  | -           | -           | -           | 4+     | 0+     |
| 1993-1994         | Las Palmas        | SDB               | 28         | 1          | CDR             | ?               | ?               | -                  | -                  | -                  | -           | -           | -           | 28+    | 1+     |
| 1994-1995         | Las Palmas        | SDB               | 25         | 0          | CDR             | 3               | 0               | -                  | -                  | -                  | -           | -           | -           | 28     | 0      |
| Totale Las Palmas | Totale Las Palmas | Totale Las Palmas | 60+        | 2+         |                 | 4+              | 0+              |                    | -                  | -                  |             | -           | -           | 64+    | 2+     |
| 1995-1996         | Tenerife          | PD                | 25         | 0          | CDR             | 4               | 0               | -                  | -                  | -                  | -           | -           | -           | 29     | 0      |
| 1996-1997         | Tenerife          | PD                | 31         | 1          | CDR             | 2               | 0               | UEFA               | 10                 | 0                  | -           | -           | -           | 43     | 1      |
| 1997-1998         | Tenerife          | PD                | 23         | 1          | CDR             | 1               | 1               | -                  | -                  | -                  | -           | -           | -           | 24     | 2      |
| 1998-1999         | Tenerife          | PD                | 31         | 3          | CDR             | 0               | 0               | -                  | -                  | -                  | -           | -           | -           | 31     | 3      |
| 1999-2000         | Tenerife          | SD                | 0          | 0          | CDR             | 0               | 0               | -                  | -                  | -                  | -           | -           | -           | 0      | 0      |
| 2000-2001         | Tenerife          | SD                | 8          | 0          | CDR             | 2               | 0               | -                  | -                  | -                  | -           | -           | -           | 10     | 0      |
| 2001-2002         | Tenerife          | PD                | 18         | 1          | CDR             | 1               | 0               | -                  | -                  | -                  | -           | -           | -           | 19     | 1      |
| 2002-2003         | Tenerife          | SD                | 27         | 2          | CDR             | 0               | 0               | -                  | -                  | -                  | -           | -           | -           | 27     | 2      |
| Totale Tenerife   | Totale Tenerife   | Totale Tenerife   | 163        | 8          |                 | 10              | 1               |                    | 10                 | 0                  |             | -           | -           | 183    | 9      |
| 2003-2004         | Levante           | SD                | 35         | 3          | CDR             | 2               | 0               | -                  | -                  | -                  | -           | -           | -           | 37     | 3      |
| 2004-2005         | Levante           | PD                | 22         | 0          | CDR             | 0               | 0               | -                  | -                  | -                  | -           | -           | -           | 22     | 0      |
| 2005-2006         | Levante           | SD                | 38         | 4          | CDR             | 0               | 0               | -                  | -                  | -                  | -           | -           | -           | 38     | 4      |
| 2006-2007         | Levante           | PD                | 34         | 1          | CDR             | 0               | 0               | -                  | -                  | -                  | -           | -           | -           | 34     | 1      |
| Totale Levante    | Totale Levante    | Totale Levante    | 129        | 8          |                 | 2               | 0               |                    | -                  | -                  |             | -           | -           | 131    | 8      |
| 2007-2008         | Real Valladolid   | PD                | 11         | 0          | CDR             | 2               | 0               | -                  | -                  | -                  | -           | -           | -           | 13     | 0      |
| Totale carriera   | Totale carriera   | Totale carriera   | 363+       | 18+        |                 | 18+             | 1+              |                    | 10                 | 0                  |             | -           | -           | 391+   | 19+    |